# Jeremy Northam
Jeremy Philip Northam (ur. 1 grudnia 1961 w Cambridge) – angielski aktor. Po wielu rolach telewizyjnych, zwrócił na siebie uwagę jako George Knightley w ekranizacji powieści Jane Austen Emma (1996).  Wystąpił między innymi w filmach takich jak Amistad (1997), Gosford Park (2001) i Enigma (2001). Zagrał także Tomasza More’a w serialu Showtime Dynastia Tudorów (2007–2008) i jako premier Wielkiej Brytanii Anthony Eden w serialu Netflix The Crown (2016–2017).

## Życiorys
Urodził się w Cambridge, w hrabstwie Cambridgeshire, jako najmłodsze z czwórki dzieci. Jego matka, Rachel (z domu Howard), była garncarką i profesorem ekonomii, a jego ojciec, John Northam, był profesorem literatury i teatru, a także specjalistą i wykładowcą Ibsena (najpierw w Clare College, a później na Uniwersytecie Bristolskim).
Northam kształcił się w King’s College School w Cambridge. Po przeprowadzce rodziny do Bristolu, w 1972 uczęszczał do Bristol Grammar School i podjął pracę w miejscowym teatrze. W 1984 ukończył anglistykę w Bedford College w Londynie na Royal Holloway, University of London. Studiował aktorstwo w Bristol Old Vic Theatre School.
Na małym ekranie zadebiutował w roli pilota oficera „Fitza” Fitzgeralda w miniserialu wojennym ITV Piece of Cake (1988) z Nathanielem Parkerem i Tomaszem Borkowym. W telewizyjnym dramacie wojennym Kres drogi (Journey's End, 1988) u boku Timothy’ego Spalla wystąpił jako kapitan Stanhope. W 1989 w Royal National Theatre w przedstawieniu Hamlet zastąpił Daniela Day-Lewisa, który pewnego wieczoru doznał załamania nerwowego podczas występu jako tytułowa postać. W 1990 zdobył nagrodę im. Oliviera dla „najbardziej obiecującego debiutanta” za rolę Edwarda Voyseya w The Voysey Inheritance z National Theatre Company w londyńskim Cottesloe Theatre.

## Filmografia
- Suspicion (1987) jako pan Benson
- Wish Me Luck (1987–1990) jako Colin Beale
- Piece of Cake (1988) jako 'Fitz' Fitzgerald
- Koniec podróży (Journey`s End, 1988) jako kapitan Stanhope
- Wichrowe Wzgórza (Wuthering Heights, 1992) jako Hindley Earnshaw
- Soft Top Hard Shoulder (1992) jako John
- A Fatal Inversion (1992) jako Rufus Fletcher
- A Village Affair (1994) jako Anthony Jordan
- Carrington (1995) jako Beacus Penrose
- System (The Net, 1995) jako Jack Devlin
- Voices (1995) jako Philip Heseltine / Peter Warlock
- Emma (1996) jako pan Knightley
- Amistad (1997) jako sędzia Coglin
- Mutant(inne języki) (Mimic, 1997) jako Peter Mann
- Perypetie Margaret (The Misadventures of Margaret, 1998) jako Edward Nathan
- Towarzystwo (The Tribe, 1998) jako Jamie
- Kadet Winslow (The Winslow Boy, 1999) jako sir Robert Morton
- Idealny mąż (Ideal Husband, An, 1999) jako sir Robert Chiltern
- Happy, Texas (1999) jako Harry Sawyer
- Gloria (1999) jako Kevin
- Złota (The Golden Bowl, 2000) jako książę Amerigo
- Gosford Park (2001) jako Ivor Novello
- Enigma (2001) jako Wigram
- Cypher (2002) jako Morgan Sullivan
- Opętanie (Possession, 2002) jako Randolph Henry Ash
- Martin i Lewis (Martin and Lewis, 2002) jako Dean Martin
- Deklaracja (The Statement, 2003) jako pułkownik Roux
- Śpiewający detektyw (The Singing Detective, 2003) jako Mark Binney
- Bobby Jones: Geniusz uderzenia (Bobby Jones: Stroke of Genius, 2004) jako Walter Hagen
- Tristram Shandy - wielka bujda (A Cock and Bull Story, 2005) jako Winterbottom
- Przypadkiem wcielony (Guy X 2005) jako Lane Woolwrap
- Inwazja (The Invasion 2007) jako Tucker
- Dynastia Tudorów (The Tudors 2007) jako Thomas More
- Dean Spanley (Dean Spanley 2008) jako Henslowe Fisk
- The Crown (2016–2017) jako premier Wielkiej Brytanii Anthony Eden